# Oceanapia pacifica
Oceanapia pacifica är en svampdjursart som först beskrevs av Dickinson 1945.  Oceanapia pacifica ingår i släktet Oceanapia och familjen Phloeodictyidae.
Artens utbredningsområde är Californiaviken. Inga underarter finns listade i Catalogue of Life.